# Caspar Zeitlinger

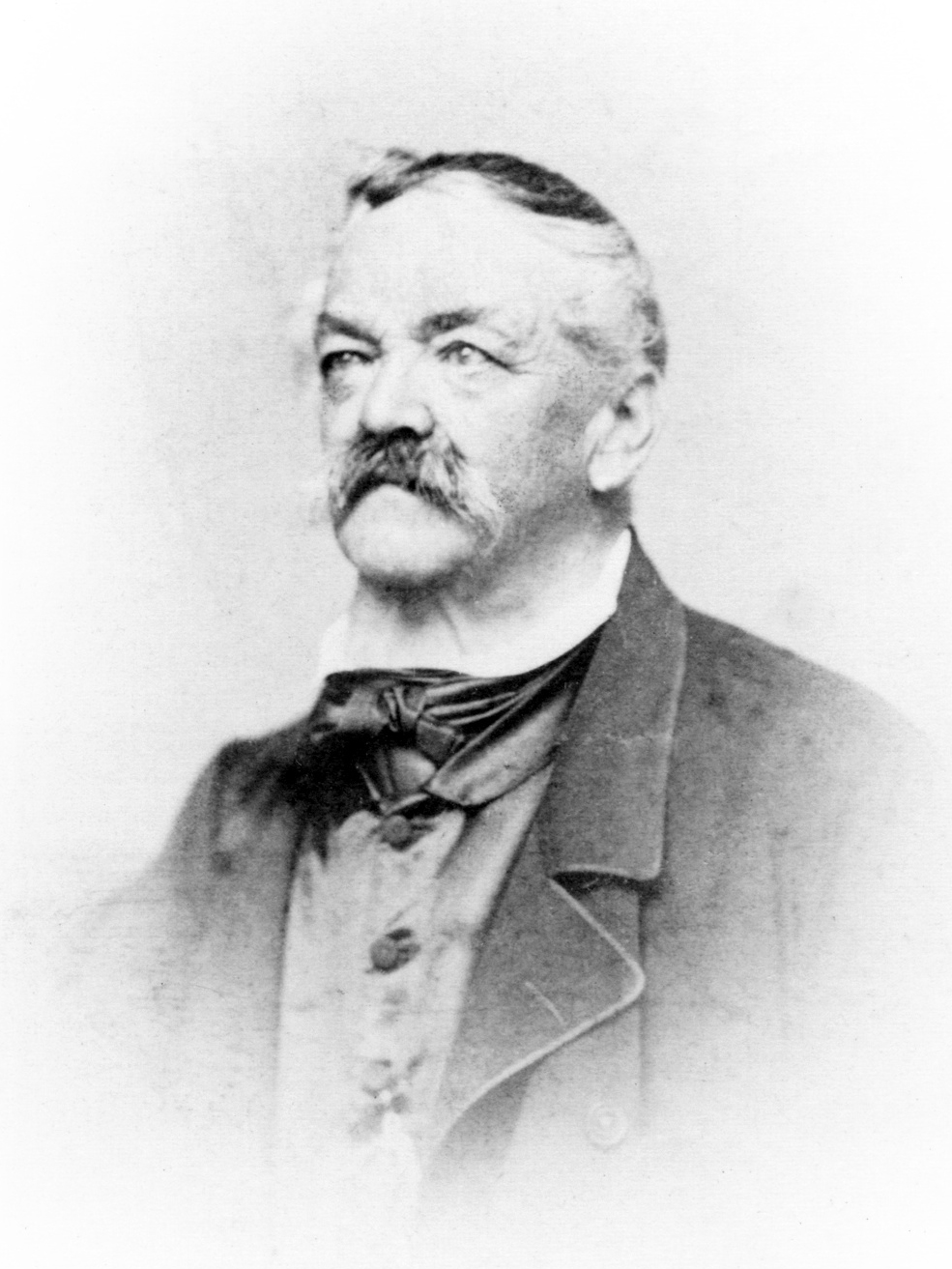
Fotografie um 1860

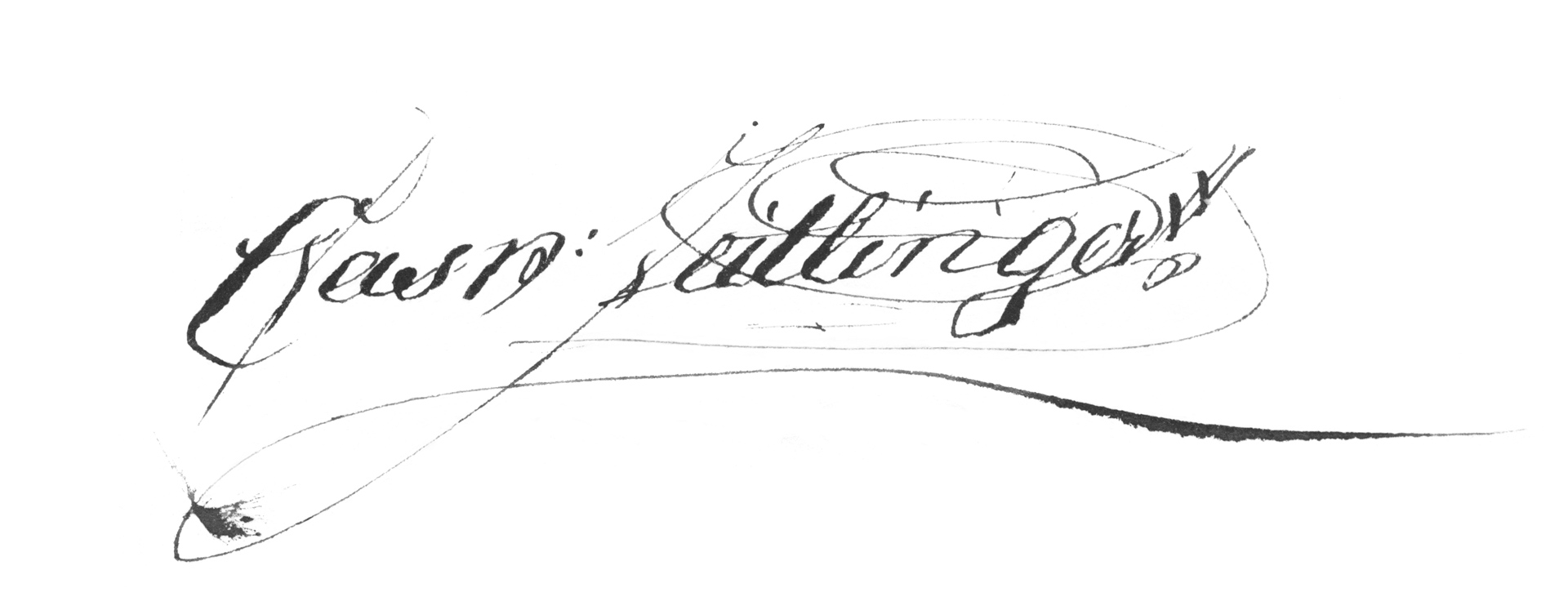
Unterschrift, 1861

Caspar Zeitlinger (* 4. Jänner 1798 in Micheldorf in Oberösterreich; † 22. Februar 1866) war ein österreichischer Sensenfabrikant und Industriepionier. Er wurde als erstes von acht Kindern des Sensengewerken Franz Seraphicus Zeitlinger und dessen Frau Seraphina Maria Theresia Zeitlinger, geb. Weinmeister an der Sensenschmiede an der Zinne in Micheldorf geboren.

## Leben und Wirken
Am 10. November 1823 heiratete Caspar Zeitlinger die Josepha Theresia Stainhuber, Tochter des Sensengewerken Carl Stainhuber, dessen Sensenschmiede am Gries (Gradnwerk) er am 21. Juni 1826 übernahm. Caspar Zeitlinger wurde fortan in der Bevölkerung der „Grad“ genannt. Nach der Übernahme ließ er das Werk grundlegend modernisieren und erweitern. So wurde etwa zur besseren Wasserversorgung ab 1834 ein System aus mehreren Teichen, einem großen Wasserspeicher (dem heutigen Gradnteich), Rohrleitungen und einem Aquädukt angelegt, ein Getreidespeicher mit wasserbetriebener Dreschmaschine wurde erbaut. Um 1840 wurden erstmals in einem österreichischen Hammerwerk die damals üblichen Blasebälge durch ein neuartiges Gebläse ersetzt. Zum Besitz zählte ebenfalls eine Ziegelbrennerei, in der Ziegel für die umfangreiche Bautätigkeit hergestellt wurden. Bereits um 1840 galt das Unternehmen sowohl wegen seiner Größe als auch der Qualität seiner Erzeugnisse als bedeutendste Sensenfabrik Österreichs.

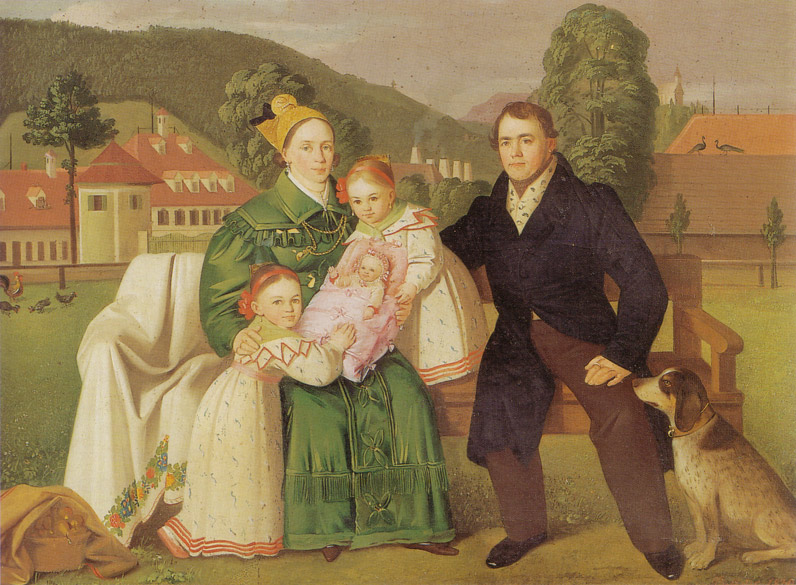
Caspar Zeitlinger mit seiner Familie 1830 (F. X. Bobleter)

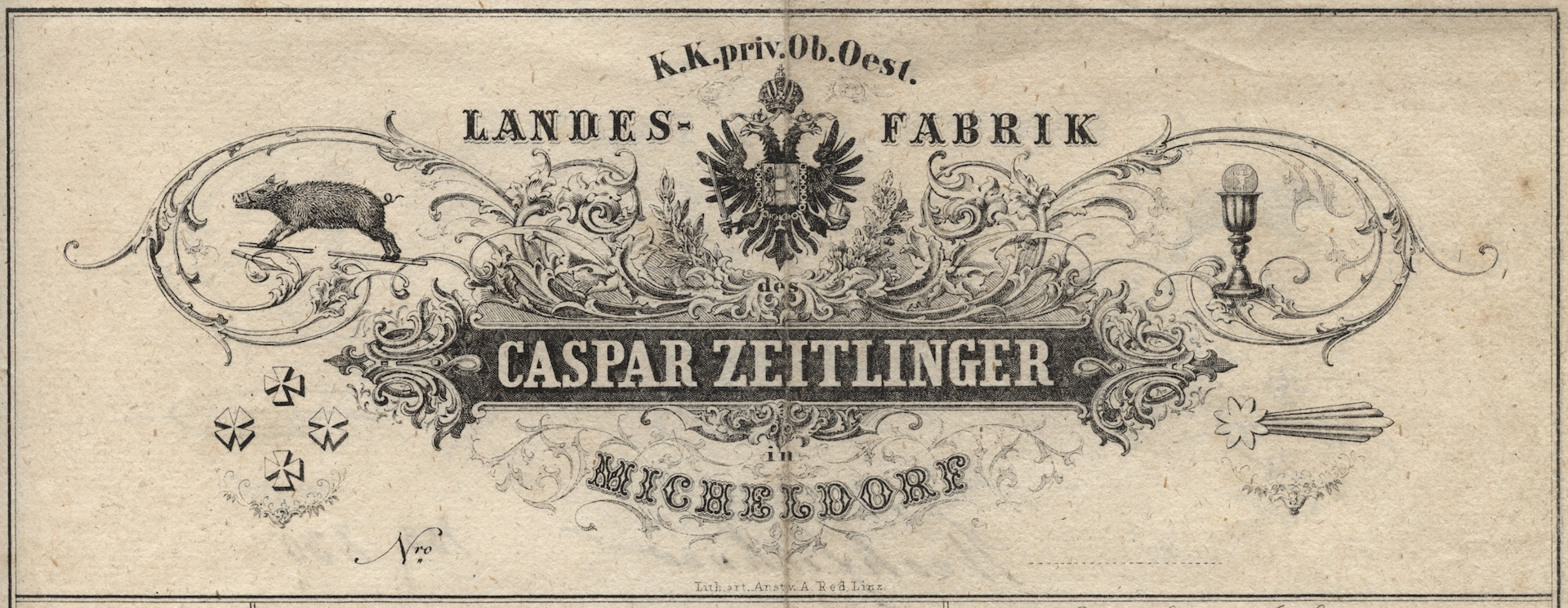
Briefkopf der K.K. priv. Ob. Oest. Landesfabrik des Caspar Zeitlinger in Micheldorf

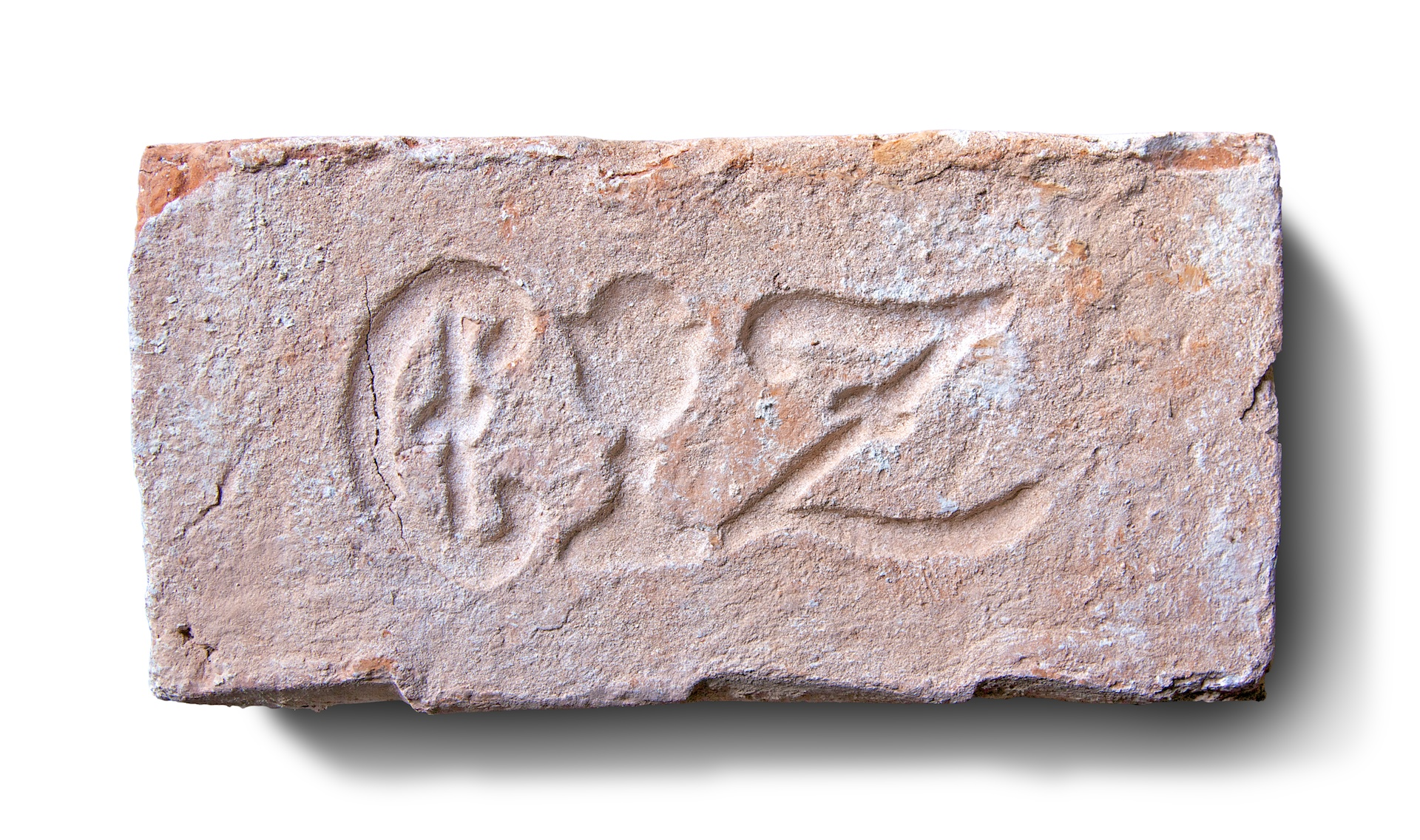
Ziegel mit Hammerzeichen und Monogramm „C Z“

Das Hammerzeichen des Gradnwerkes, Kelch mit Hostie oder auch Pokal, entwickelte sich zum Markenzeichen Caspar Zeitlingers. Es wurde nicht nur auf die Sensen geschlagen, auch Ziegel, Tafelsilber, Gläser, Briefpapier, Bucheinbände, technische Geräte, Möbel und vieles mehr wurden damit versehen.
Seit 1838 k.k. priv. Landesfabrikant, wurde Caspar Zeitlinger u. a. 1845 mit der Goldmedaille der österreichischen Gewerbeausstellung in Wien ausgezeichnet.
Caspar Zeitlinger war zu einem der bedeutendsten Industriellen des Vormärz aufgestiegen. Er wurde als einer der „sieben Fugger“ von Linz bezeichnet (gemeinsam mit dem Baum- und Schafwollfabrikanten Franz Honauer, dem Industriekaufmann Anton Georg Pummerer, dem Schiffmeister Ignaz Mayer, dem Sekretär der Handels- und Gewerbekammer Ignaz Karl Figuly und den Textilindustriellen Johann Grillmayr und Joseph Dierzer).
Um 1850 vereinigte Caspar Zeitlinger vier Sensenwerke in seiner Hand, beschäftigte über 400 Mitarbeiter und produzierte rund 200.000 Sensen pro Jahr, die zu fast 90 % exportiert wurden. Darüber hinaus war der „Grad“ im Besitz der Hammerschmiede Inzersdorf, mehrerer landwirtschaftlicher Güter, Wohnhäuser, Almen und Eigenjagden.
1853 übernahm er nach dem Tod seiner Mutter die Verwaltung des ebenfalls in Familienbesitz befindlichen Khevenhüllerischen Freihauses Linz Nr. 61 (heute Altstadt 30, Sitz der Landesregierung).
1858 wurde Zeitlinger als Mitglied in die k.k. Landwirthschaftsgesellschaft im Erzherzogthum Oesterreich ob der Enns aufgenommen.
Nach dem Tod seiner ersten Frau heiratete er am 24. November 1853 in Linz seine Wirtschafterin Franziska Fürlinger. Dieser Ehe entstammte ein Sohn, aus erster Ehe stammten zehn Kinder, von denen fünf bereits im Kindesalter gestorben sind.

## Soziales Engagement

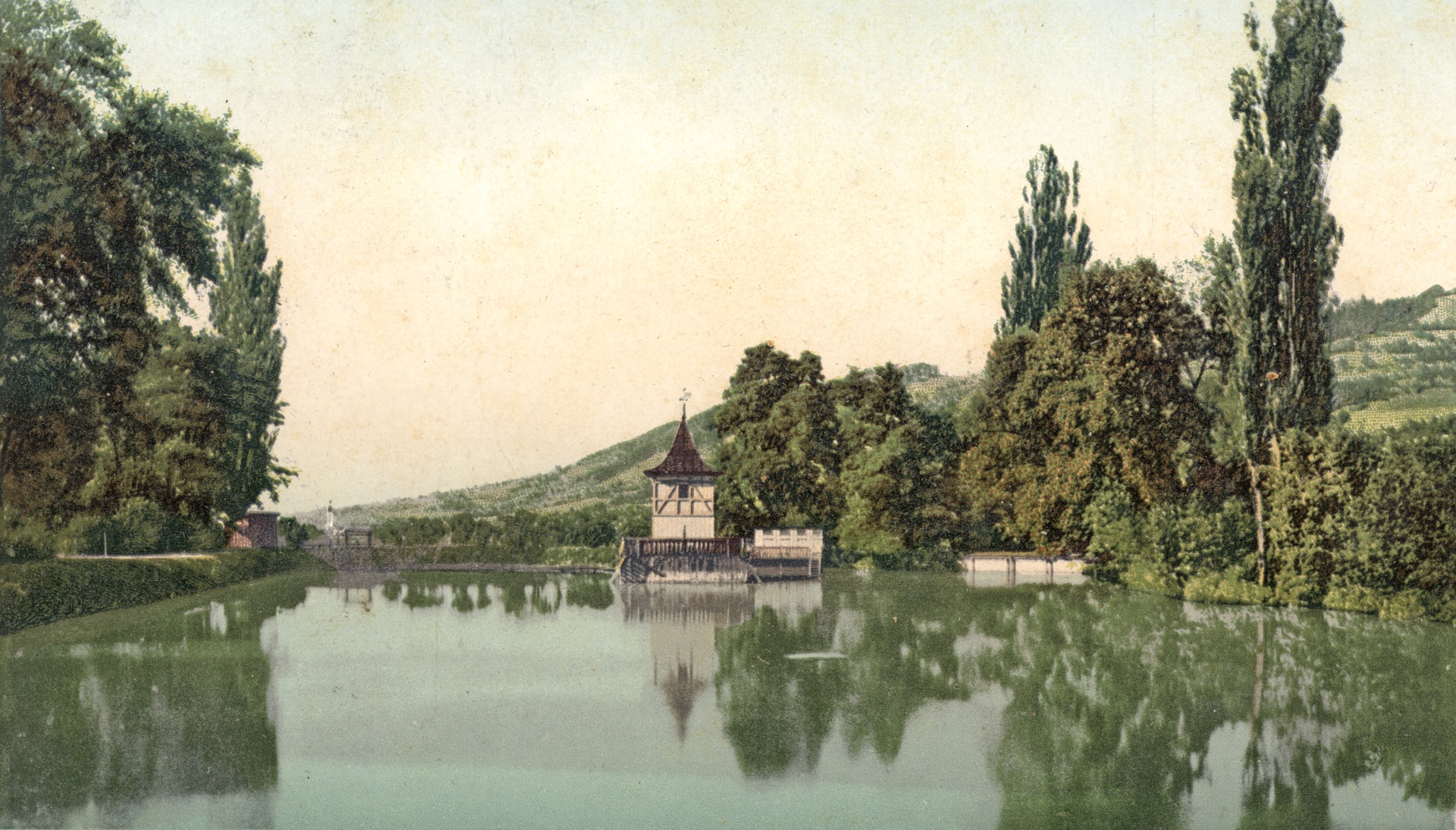
Gradnteich mit Badehäuschen, colorierte Fotografie um 1906

Vielfach ist die besondere Wohltätigkeit Zeitlingers überliefert, etwa nach dem großen Brand von 1841 in Spital am Pyhrn.
Erzählungen, wonach der „Grad“ an seinem Geburtstag, auf einem Einspänner stehend, aus einem Fass Silber-Zwanziger unter die Bevölkerung warf, sind nicht historisch belegbar, wohl aber die für viele Sensengewerken typische Gastfreundschaft.
Caspar Zeitlinger wird unter anderem auch als Gründer und Finanzier des Linzer Blinden-Instituts erwähnt.
1833 war Zeitlinger gemeinsam mit seinen Brüdern Franz Paul und Johann Michael (Sensengewerke zu Blumau) Mitgründer des ältesten Blasmusikvereins Oberösterreichs und kaufte die Erstausstattung an Musikinstrumenten, die er ebenfalls mit seinem Markenzeichen versehen ließ.
Der Gradnteich wurde ab 1841 für die Öffentlichkeit als Schwimmschule und Badeanstalt geöffnet. Die Pläne für das Badehäuschen wurden dabei übrigens vom architekturinteressierten Zeitlinger selbst angefertigt.
Von 1850 bis 1861 war Caspar Zeitlinger der erste Bürgermeister Micheldorfs.

## Wissenswertes
- Im Dezember 1853 wurde der „Grad“ zwischenzeitlich als Bürgermeister suspendiert. Der Liberale Zeitlinger hatte im Zuge eines Erbschaftsstreites im Wirtshaus Lajos Kossuth hochleben lassen und wurde deshalb strafrechtlich wegen Aufruhrs angeklagt. Das Strafverfahren wurde allerdings eingestellt, woraufhin Zeitlinger der Pfarrkirche Heiligenkreuz als Zeichen seiner Dankbarkeit einen goldenen Messkelch spendete.[8]

- Im Sinne einer durchgängigen Corporate Identity ließ Caspar Zeitlinger Türen, Fensterläden, Möbel und verschiedenste Gerätschaften häufig in einer dunkelgrünen Farbe streichen. Diese Farbe ist in der Region noch heute als Caspar-Zeitlinger-Grün bekannt.

## Vermächtnis
Nach Zeitlingers Tod 1866 führten seine Tochter Juliana und Schwiegersohn und Neffe Franz Zeitlinger das Unternehmen erfolgreich weiter. Das Gradnwerk stellte 1966 als letzte der Micheldorfer Sensenschmieden die Sensenproduktion ein. Die Caspar Zeitlinger GmbH produzierte fortan – weiterhin in Familienbesitz – unter anderem Türbeschläge und wurde schließlich 1999 von der M. Lienbacher GmbH übernommen.
Die charakteristischen Bauwerke Caspar Zeitlingers prägen noch heute das Ortsbild Micheldorfs. Die von ihm erbaute Gradnalm und der Gradnteich sind beliebte Naherholungsziele. Im ehemaligen Gradnwerk wurde 1978 das OÖ. Sensenschmiedemuseum eingerichtet, welches seither die Zeit der Sensenschmiede zur Zeit Caspar Zeitlingers wieder aufleben lässt.

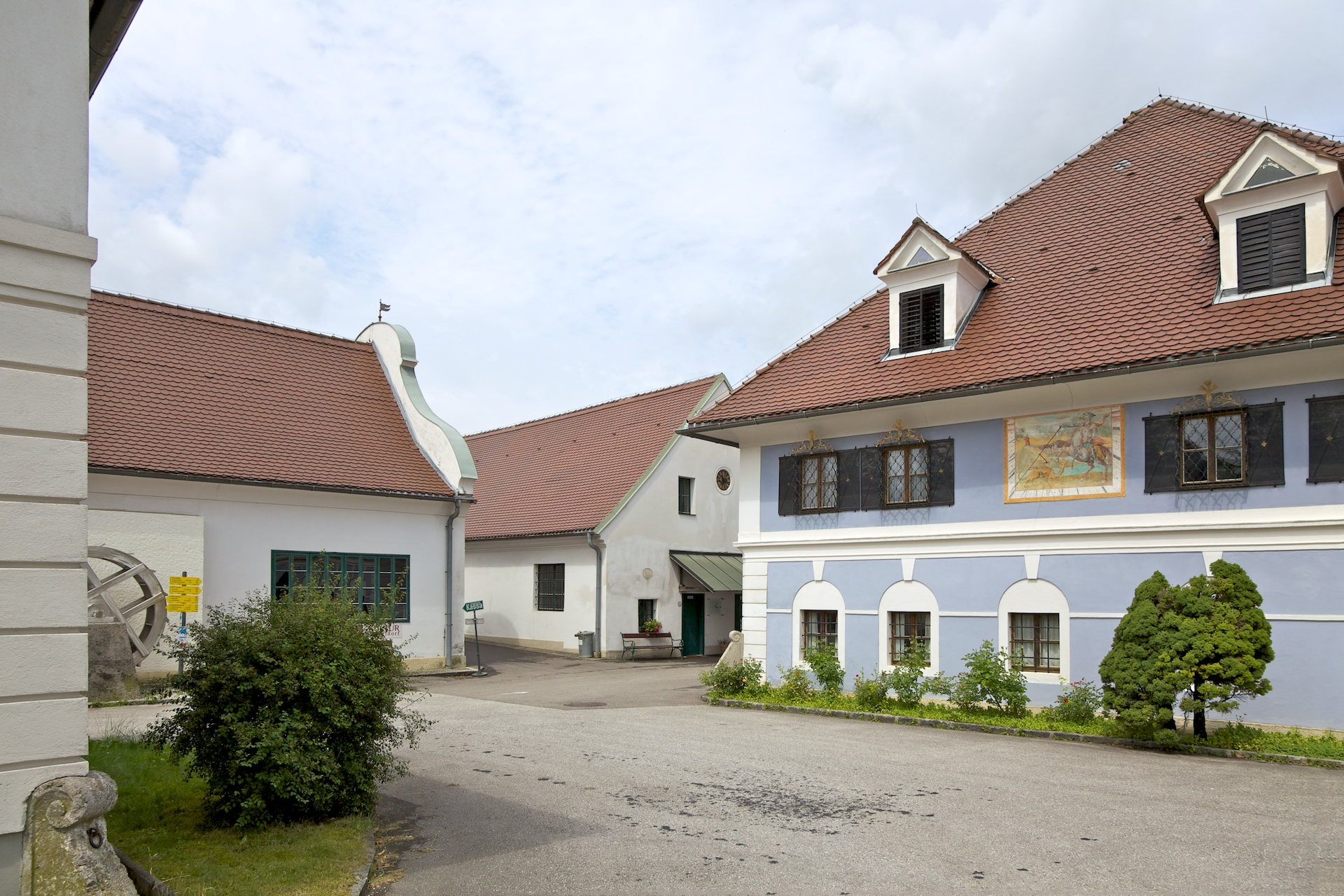
Ehemalige Sensenschmiede am Gries (Gradnwerk), heute OÖ. Sensenschmiedemuseum
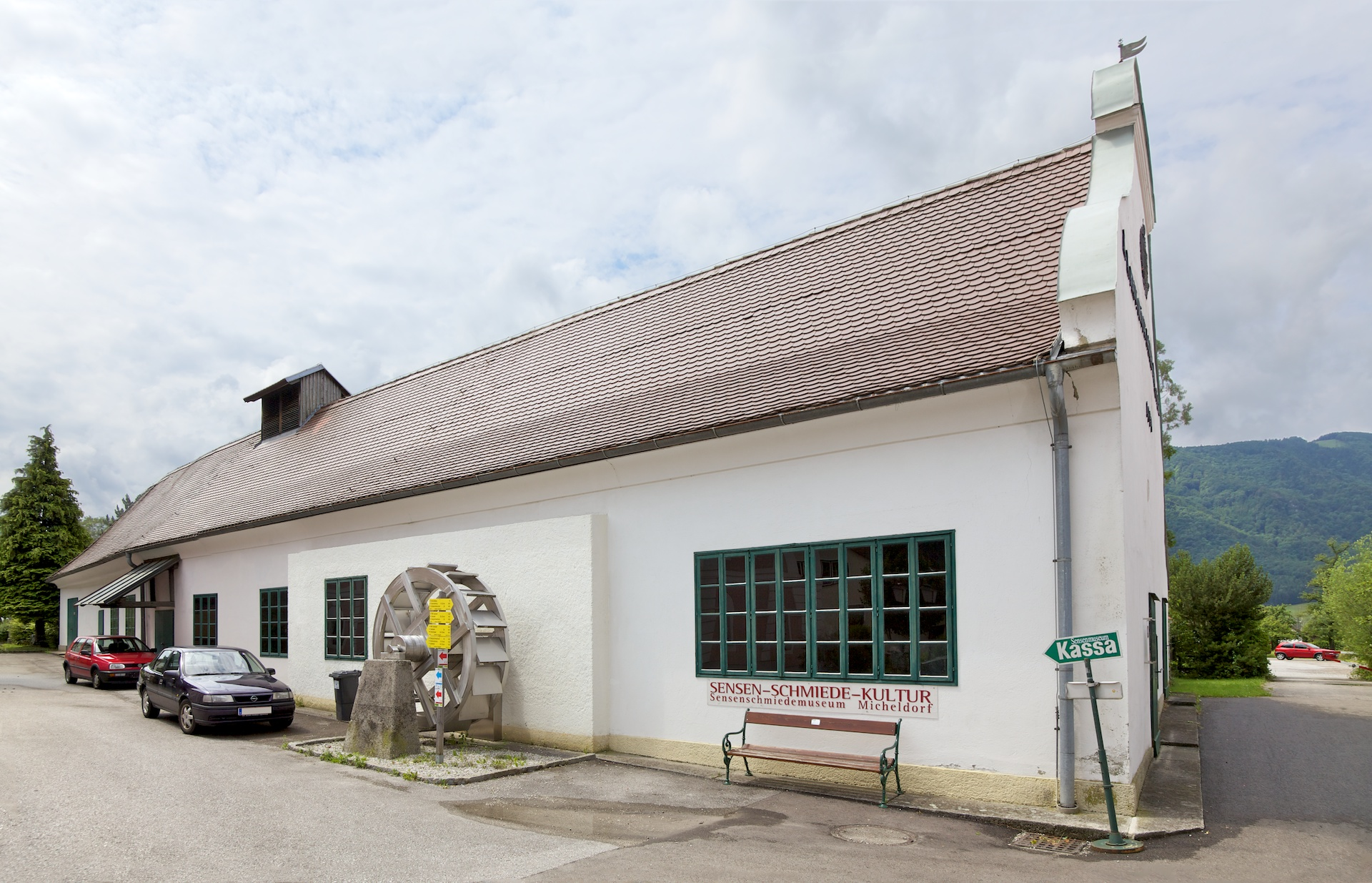
Gradnhammer
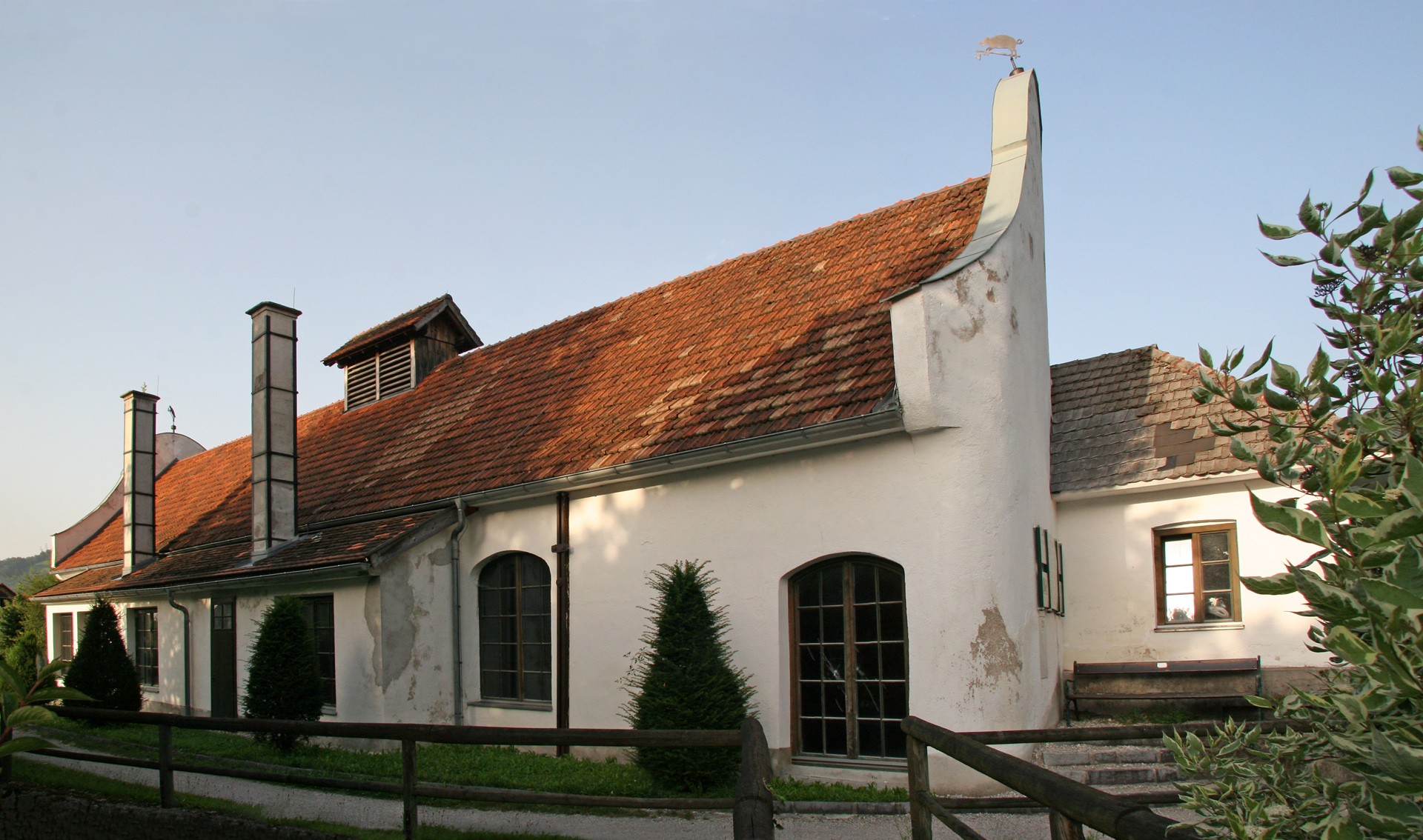
Steinhuberhammer
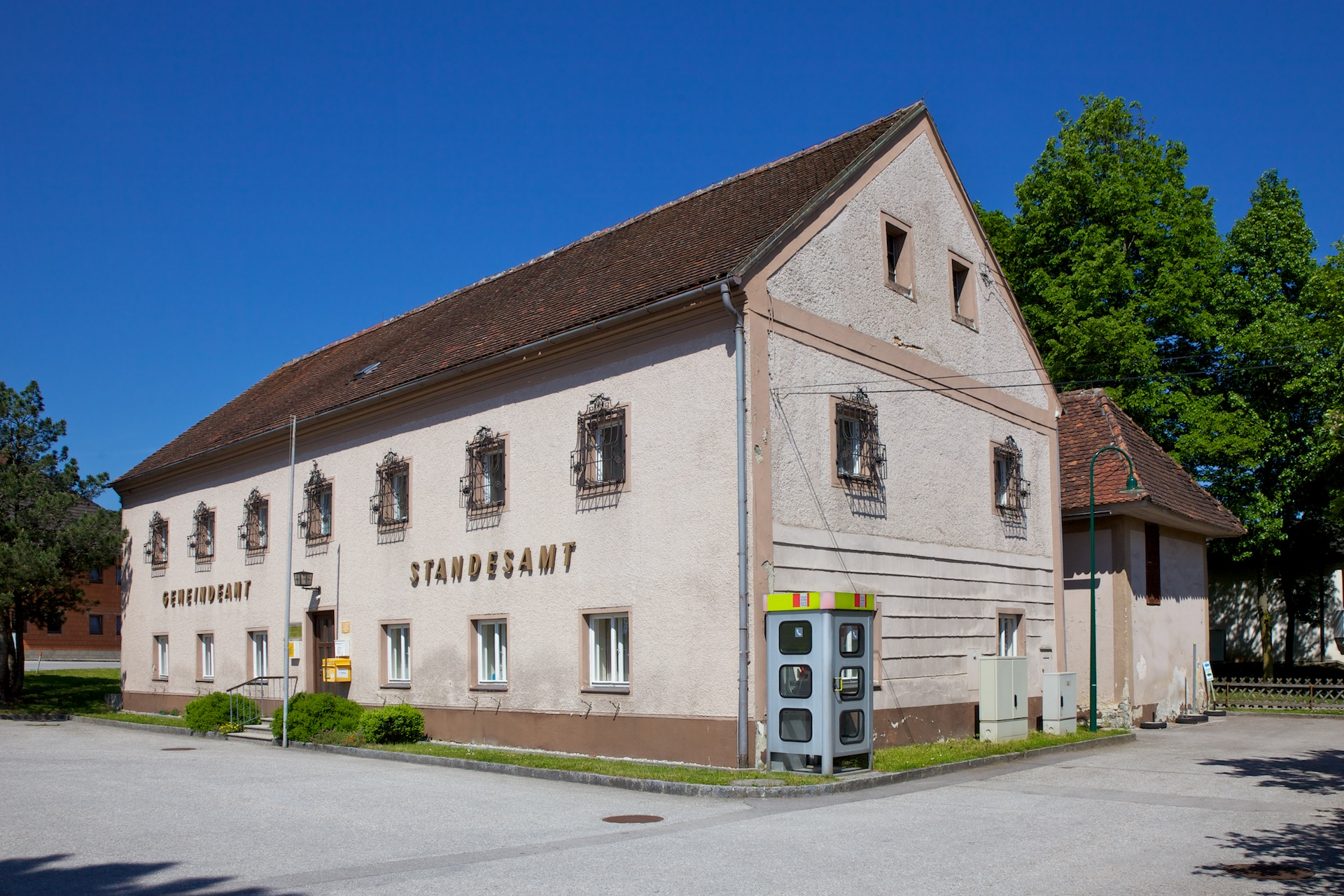
Hammerschmiede Inzersdorf
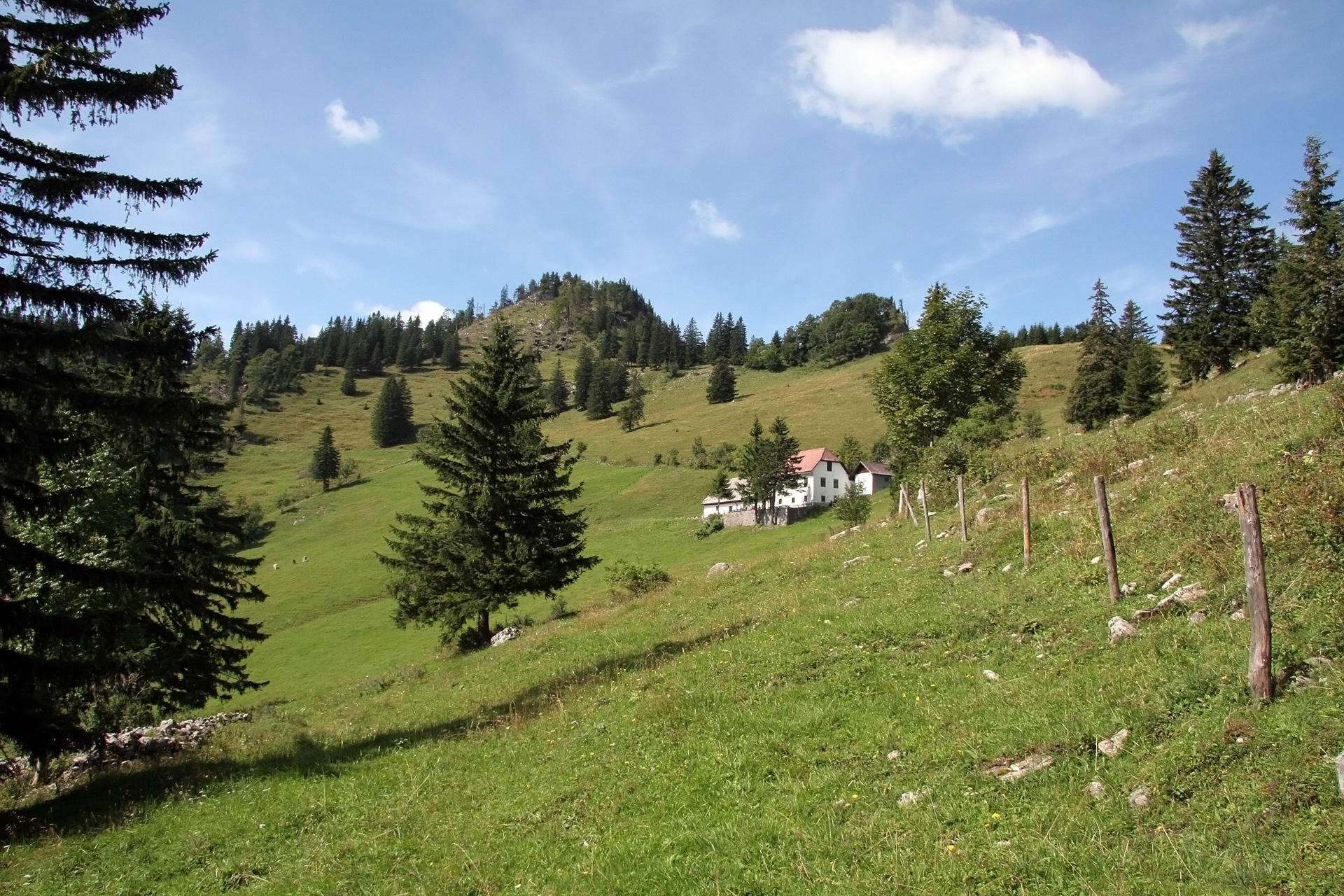
Gradnalm bei Micheldorf
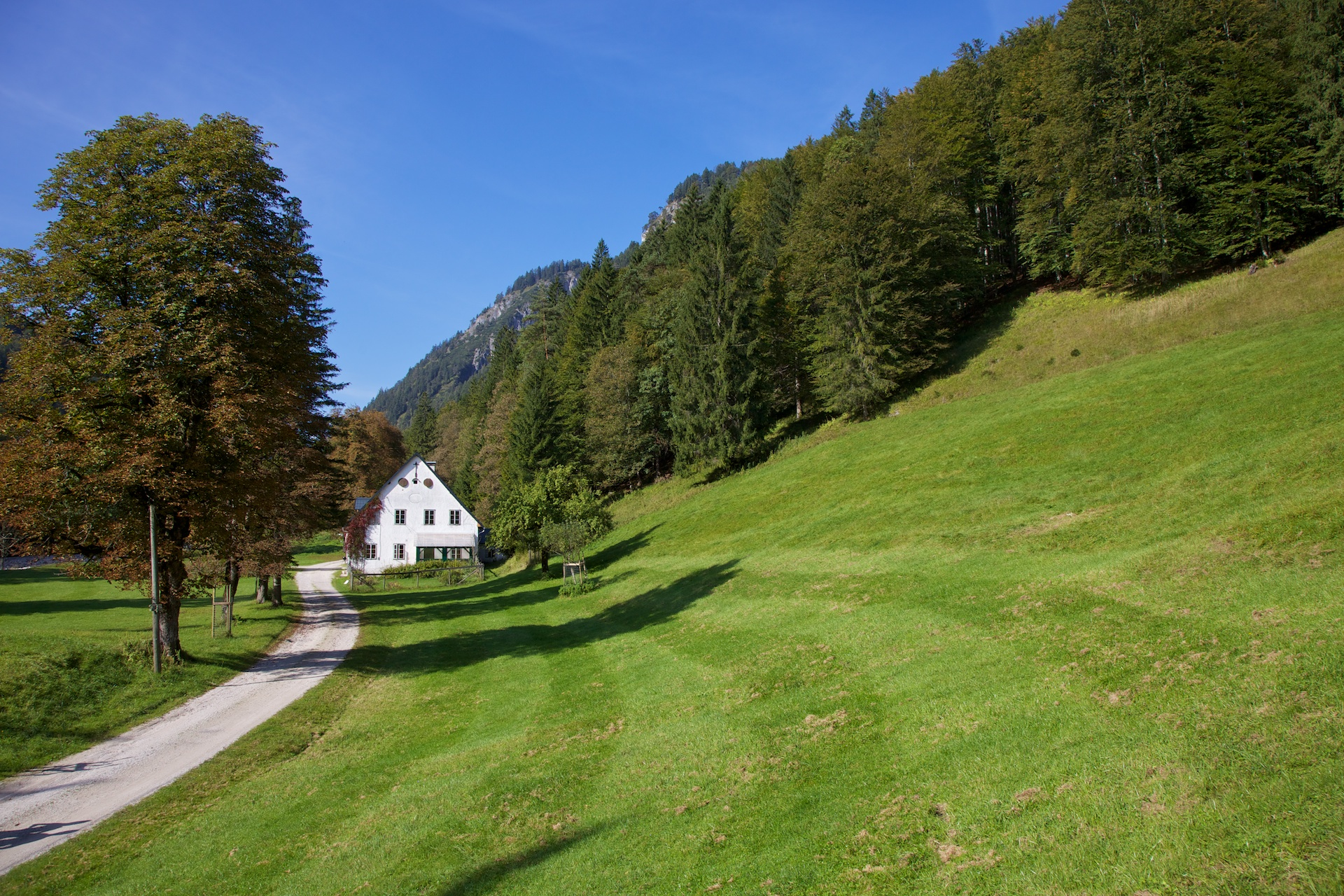
Bernerau in der Steyrling
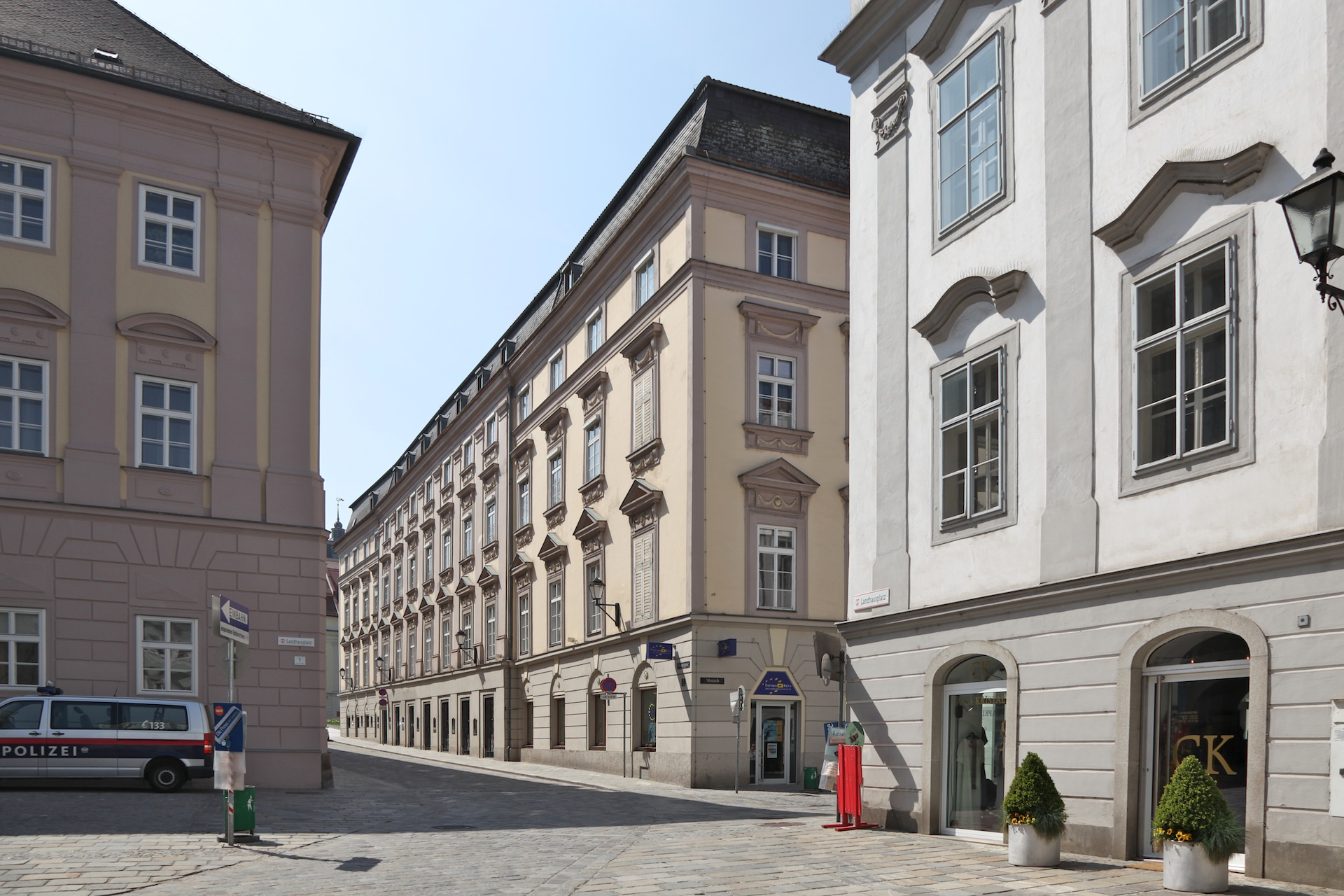
Khevenhüllerisches Freihaus in Linz

## Ehrungen und Auszeichnungen
- K.k. privilegierter Sensenfabrikant (1838)
- Silberne Medaille bei der 2. Allgemeinen Österreichischen Gewerbeausstellung in Wien (1839)[2]
- Goldene Medaille bei der 3. Allgemeinen Österreichischen Gewerbeausstellung in Wien (1845)[2]